# تذهيب الكتب

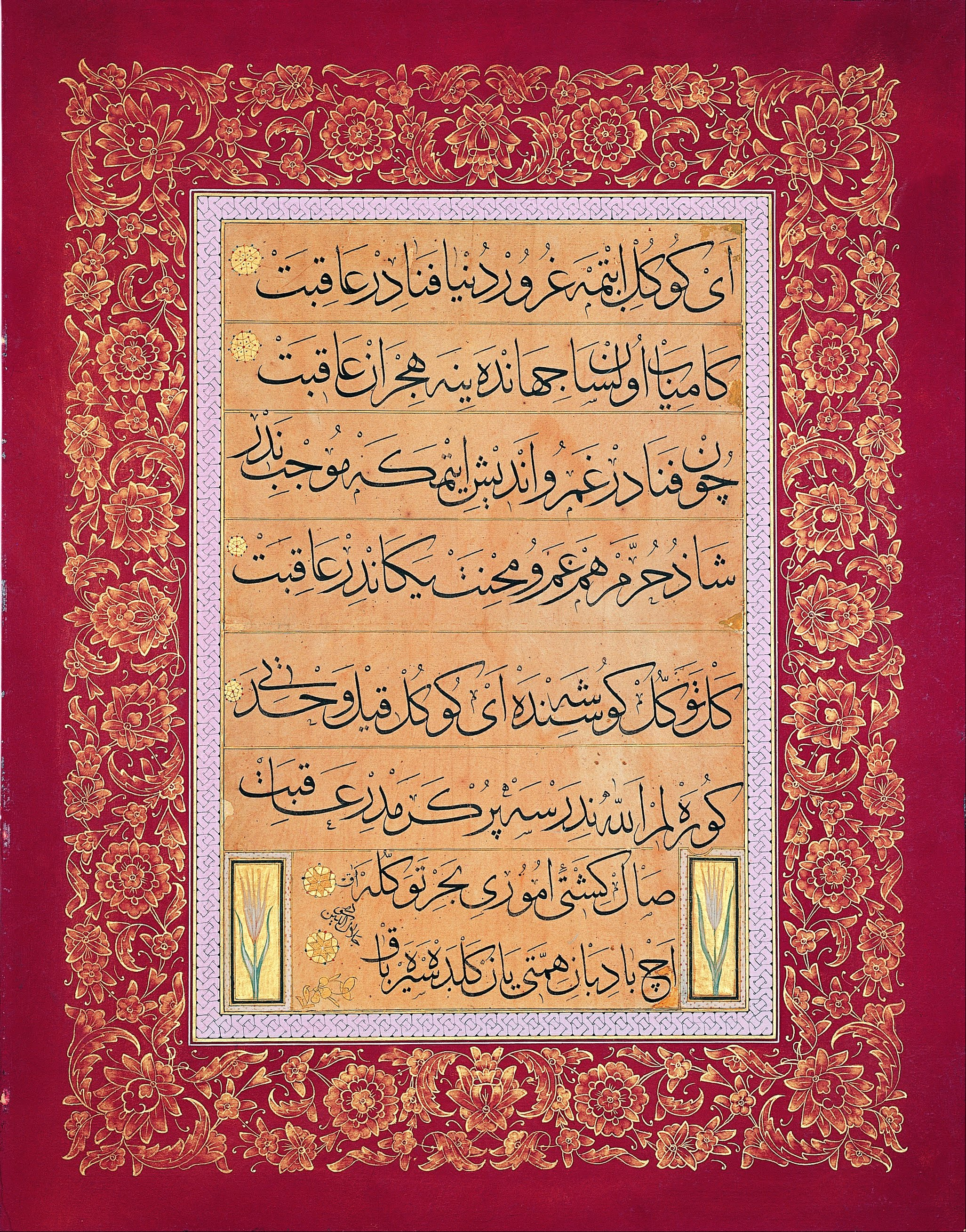
لوحة مذهبة - من آثار محمود جلال الدين.

المخطوط المذهب أو المُحلَّى (المصدر: تذهيب أو تحلية الكتب بالذهب) (بالإنجليزية: Illuminated manuscript) هو مخطوط يُستكمل نَصُه بزخرفات كالحروف الأولى، والحواف (الهوامش)، والرسومات المُنَمْنَمَة. بتعريف أدق، يشير المصطلح إلى المخطوطات المزخرفة إما بالفضة أو بالذهب؛ لكن في كل من الاستخدام الشائع والعلم المعاصر، يشير المصطلح إلى أي مخطوط مزخرف أو مصوَر من مخطوطات التقاليد الغربية. توصَف أعمال الشرق الأقصى وأميركا الوسطى المشابهة بأنها مرسومة. قد يُشار إلى المخطوطات الإسلامية على أنها مُذهبة، أو مصوَرة، أو مرسومة، رغم أنها تستخدم في الأساس تقنيات الأعمال الغربية نفسها.
تعود أوائل المخطوطات المذهبة المتينة الموجودة إلى الفترة بين عامي 400 و600، مُنتجةً في مملكة القوط الشرقيين والإمبراطورية الرومانية الشرقية. إن أهميتها لا تكمن في قيمتها الفنية والتاريخية المتأصلة فحسب، بل أيضًا في المحافظة على رابطة الثقافة التي توفرها النصوص غير المذهبة. لولا النُسّاخ الرهبان من أواخر العصور القديمة، لهلك معظم أدب اليونان وروما. كما أن ما قولب أنماط النصوص الناجية هي فائدتها لمجموعة المسيحيين المثقفين الضيقة للغاية. أعان تذهيب المخطوطات، باعتباره وسيلة لتعظيم المستندات القديمة، على حفظها وحفظ معلوماتها القيمة في حقبة لم تعد الطبقات الحاكمة فيها مثقفة، على الأقل في نطاق اللغة المستخدمة في المخطوطات.
ترجع معظم المخطوطات الموجودة إلى القرون الوسطى، رغم بقاء العديد من عصر النهضة، إلى جانب عدد محدود جدًا من أواخر العصور القديمة. معظمها ذو صبغة دينية. خاصةً من القرن الثالث عشر فصاعدًا، أخذ عدد النصوص الدنيوية المذهبة بالتزايد. صُنعت معظم المخطوطات المذهبة كأسفار، والتي حلت محل الطوامير. نجت قلة قليلة من شذرات أوراق البردي المذهبة، والتي لا تصمد كالمدة التي تصمدها البرشمانات. كُتبت معظم مخطوطات القرون الوسطى، سواء كانت مذهبة أم لا، على برشمانات (جلود العجول أو الأغنام أو الماعز هي الأكثر شيوعًا)، لكن معظم المخطوطات التي تصل أهميتها إلى درجة تذهيبها كانت تُكتب على أجود البرشمانات، وتسمى ورق الرقّ.
بدءًا من أواخر القرون الوسطى، بدأ إنتاج المخطوطات على الورق. أُنتجت أوائل الكتب المطبوعة مع مساحات شاغرة متروكة فيها مخصصة للمنمنمات أو للإرشادات في بعض الأحيان، أو كانت تُخصص للأحرف الأولى المذهبة، أو للزخرفات الهامشية، لكن سرعان ما أدى إدخال الطباعة إلى تراجع التذهيب. استمر إنتاج المخطوطات المذهبة في بداية القرن السادس عشر لكن بأعداد أصغر بكثير، ومعظمها لفاحشي الثراء. تُعد المخطوطات من بين أكثر الأغراض الباقية من القرون الوسطى شيوعًا؛ إذ بقيت عدة آلاف منها. هي أيضًا أفضل العينات الباقية من اللوحات القروسطية، والمحفوظة بالصورة الأفضل. في الواقع، في العديد من المناطق والفترات الزمنية، هي الأمثلة الوحيدة الباقية على الرسم.

## تاريخه
يصنف مؤرخو التاريخ المخطوطات المذهبة تبعًا لفتراتها الزمنية وأنواعها، منها (على سبيل المثال لا الحصر) مخطوطات أواخر العصور القديمة، والمخطوطات الجزيرية، والكارولنجية، والأوتونية، والرومانسيكية، والمخطوطات القوطية، ومخطوطات عصر النهضة. قليلة هي الأمثلة من الفترات اللاحقة. في بعض الأحيان، تباين نوع الكتب المُذهبة في الغالب الأعمّ بصورة كثيفة ومترفة، والتي تُعرف أحيانًا باسم «كتب العرض»، بين الفترات. في الألفية الأولى، كان الأكثر رجحانًا أن تكون كتب الأناجيل، كأناجيل ليندسفارن وكتاب كيلز. شهدت الفترة الرومانسيكية إبداع العديد الأناجيل الكبيرة الكاملة المذهبة، أحدها في السويد يتطلب رفعه ثلاثة من عمال المكتبة. ذُهب العديد من المزامير بكثافة أيضًا في كل من هذه الفترة والفترة القوطية. كانت البطاقات المفردة أو الملصقات المصنوعة من الرق أو الجلد أو الورق تحظى بانتشار أوسع حاملة قصصًا قصيرة أو أساطير حول حيوات القديسين، أو الفرسان أو غيرها من الشخصيات الأسطورية، وحتى حوادث جرائمية أو اجتماعية أو إعجازية؛ استُخدمت الأحداث العامة بحرية أكبر من قبل قاصّي القصص والممثلين الجوالين لدعم مسرحياتهم. أخيرًا، غالبًا ما كان كتاب الساعات (أجبية)، وهو كتاب العبادة الشخصي الأكثر شيوعًا للعامة الأثرياء، يُذهب بترف في الفترة القوطية. ذُهب العديد باستخدام المنمنمات، والأحرف الأولى المزخرفة والحواف المورّدة. كان الورق نادرًا وكانت معظم كتب الساعات مؤلفة من صفائح من البرشمان المصنوع من جلود الحيوانات، عادة من الأغنام أو الماعز. استمر تذهيب بقية الكتب، الطقسية وغيرها، في كل الفترات.
أنتج العالم البيزنطي مخطوطات تحمل أسلوبه الخاص، انتشرت نسخ منها إلى مناطق الأرثوذكس والمسيحيين الشرقيين الأخرى. كان العالم الإسلامي بشكل عام وشبه الجزيرة الإيبيرية بشكل خاص، بتقاليدها الثقافية التي لم تمسها العصور الوسطى، وسيلة أساسية في إيصال الأعمال الكلاسيكية القديمة إلى الدوائر الفكرية النامية والجامعات الغرب أوروبية على امتداد القرن الثاني عشر، إذ أُنتجت الكتب هناك بأعداد كبيرة باستخدام الورق للمرة الأولى في أوروبا، وأُنتجت معها أطروحات علمية كاملة، خصيصًا في مجالات علم الفلك والطب حيث كان التذهيب مطلوبًا لدعم النص بإيضاحات وافرة ودقيقة.
شهدت الفترة القوطية، التي ازداد فيها عمومًا إنتاج هذه المشغولات، تذهيب المزيد من الأعمال الدنيوية أيضًا مثل السجلات التاريخية والأعمال الأدبية. بدأ الأثرياء ببناء مكتباتهم الخاصة؛ على الأرجح أن مكتبة فيليب الجريء كانت أضخم مكتبة شخصية في عصرها في أواسط القرن الخامس عشر، قُدر أنها احتوت 600 مخطوط مذهب، في حين امتلك عدد من أصدقائه وأقربائه عدة عشرات.
حتى القرن الثاني عشر، كانت معظم المخطوطات تُنتج في الأديرة بغية إضافتها إلى المكتبة أو عند تلقي طلب من زبون ثري. غالبًا ما خصصت الأديرة الكبيرة مساحات منفصلة للرهبان المتخصصين بإنتاج المخطوطات التي كانت تُسمى مناسخ. تضمنت المناسخ مساحات فردية حيث يمكن للراهب الجلوس والعمل على مخطوطه دون أن يضايقه زملاؤه الإخوة. في حال عدم توفر المناسخ، «كانت تُخصص غرف منفصلة صغيرة لنسخ الكتب؛ كانت تموضَع بطريقة تمنح لكل نساخ نافذة مفتوحة على ممشى الدير».
بحلول القرن الرابع عشر، أفسحت أديرة الرهبان المنعزلين العاملين في المناسخ المجال بأكمله تقريبًا للنساخ المدنيين التجاريين، لا سيما في باريس وروما وهولندا. في حين لم تتغير عملية تصنيع مخطوط مذهب، لكن النقلة من الأديرة إلى المواقع التجارية كانت خطوة راديكالية. ازداد الطلب على المخطوطات لدرجة اضطرت مكتبات الأديرة معها إلى توظيف نساخين ومذهبين مدنيين. غالبًا ما عاش هؤلاء الأفراد على مقربة من الدير، وفي بعض الأحيان، كانوا يرتدون ملابس الرهبان عند دخول الدير، لكن كان مسموح لهم الخروج في نهاية اليوم. في الحقيقة، غالبًا ما كان المذهبون مشهورين ومرموقين وبقي العديد من هوياتهم معروفًا. 
أولًا، كان المخطوط «يُرسل إلى المُحمّر، الذي كان يُضيف (بلون أحمر أو غيره) العناوين، والرأسيات، والحروف الأولى من الفقرات والمقاطع، والملاحظات، وهلم جرًا؛ ومن ثم –إذا كان من المُراد إضافة رسومات أو صور إلى الكتاب– كان يُرسل إلى المذهب». في حالة المخطوطات المباعة تجاريًا، كانت الكتابة «لا شك جرت مناقشتها أولًا بين الزبون والنساخ (أو وكيل النساخ)، لكن ينتهي أي مجال للابتكار عند إرسال جمع الكتابة إلى المذهّب». 

## أساليب التذهيب

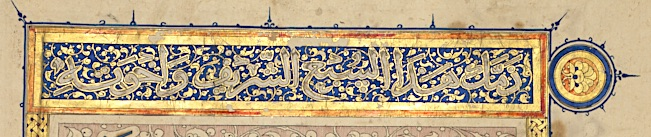
من المجلد الأخير من مصحف بيبرس في المكتبة البريطانية وفيها جاء ذكر الفعل «زَمَّك».

يوجد اصطلاحات أخرى تدل على أنواع وأساليب التذهيب ولعل أبرزها:

### التزميك
وقد عرّف شهاب الدين النويري (ت. 733 هـ) التزميك بما معناه:
وقد جاء هذا الاسم من الفعل «زَمَّك» المذكروة في المجلد الأخير من مصحف السلطان بيبرس الجاشنكير (ت. 708 هـ).

### الترقيش
الترقيش طريقة مستتخدمة لتثبيت تألق الورق بنثار الذهب

### التكفيت
التكفيت أو التطبيق أو الترصيع أو التركيب هي العملية تقوم على حفر الرسوم على سطح التحفة المعدنية التي يراد زخرفتها ثم ملء الشقوق التي تشكلت منها الزخرفة، بقطع من مادة أغلى من التي صنعت منها التحفة، مثلاً تكفيت الذهب والفضة على النحاس .